# Peter Kolin
Peter Kolin (1412 erstmals erwähnt; † 30. Juli 1422 in Arbedo) war ein Schweizer Obervogt, Bannerherr und Ammann.

## Leben
Kolin war Sohn von Adelheid und Heinrich Weiss, stammte aus Zug und heiratete Katharina Zenagel. 1412 wurde er Obervogt in der stadtzugerischen Vogtei Cham. Spätestens ab 1414 war er Pannerherr und von 1414 bis 1422 Ammann des Standes Zug. Seine Wahl zum Ammann 1414 steht für die zugerische Emanzipation von der Bevormundung durch die eidgenössischen Orte, die jahrzehntelang Nichtzuger zum Ammann bestimmt hatten.
Kolin starb wie sein Bruder Rudolf in der Schlacht bei Arbedo im Kampf um das schliesslich von Jeckli Landtwing gerettete Zuger Panner und wurde dadurch zum Zuger Kriegshelden schlechthin.